# 天主教奇帕塔教區
天主教奇帕塔教區（拉丁語：Dioecesis Chipatensis）是贊比亞一個羅馬天主教教區，屬盧薩卡總教區。
教區的前身是於1937年7月1日成立的詹姆森堡宗座監牧區，1953年5月7日升為宗座代牧區，1959年4月25日升為教區，1968年4月15日易名至今。
教區位於東方省，2006年時有315,130名教友（佔轄區總人口26.8%）、23個堂區和51名司鐸。現任教區主教為喬治·葛斯默·扎馬伊雷-倫古。